# BMW 326
BMW 326 är en personbil, tillverkad av den tyska biltillverkaren BMW mellan 1936 och 1941.

## BMW 326
BMW 326 presenterades på bilsalongen i Berlin 1936. Det var den största bil som BMW dittills byggt och den första med fydörrars kaross. Motorn hade förstorats till två liter och chassit var försett med torsionsfjädring bak och hydrauliska bromsar.

## BMW 320/321
I juli 1937 tillkom den enklare och billigare BMW 320. Den hade kortare hjulbas än 326:an och såldes bara med tvådörrarskaross. Hjulupphängningen hämtades från företrädaren BMW 329.
I januari 1939 ersattes 320:n av BMW 321, med uppdateringar av kaross och hjulupphängning.

## Efterkrigstiden
Efter andra världskrigets slut hade BMW:s bilfabrik i Eisenach hamnat i den sovjetiska ockupationszonen. Där återupptogs tillverkningen av mellankrigsmodellerna, utom västtyska BMW:s kontroll. 1948 introducerades BMW 340, en uppdaterad 326:a med ny front och bagagerumslucka. Sedan BMW i München fått rätten till firmanamnet efter en rättsprocess, fortsatte tillverkningen i DDR under namnet EMW fram till mitten av 1950-talet.

## Motor
| Modell  | Motor              | Cylindervolym | Effekt | Bränslesystem    |
| ------- | ------------------ | ------------- | ------ | ---------------- |
| 320/321 | 6-cyl radmotor ohv | 1971 cm³      | 45 hk  | Enkel förgasare  |
| 326     | 6-cyl radmotor ohv | 1971 cm³      | 50 hk  | Dubbla förgasare |

## Bilder

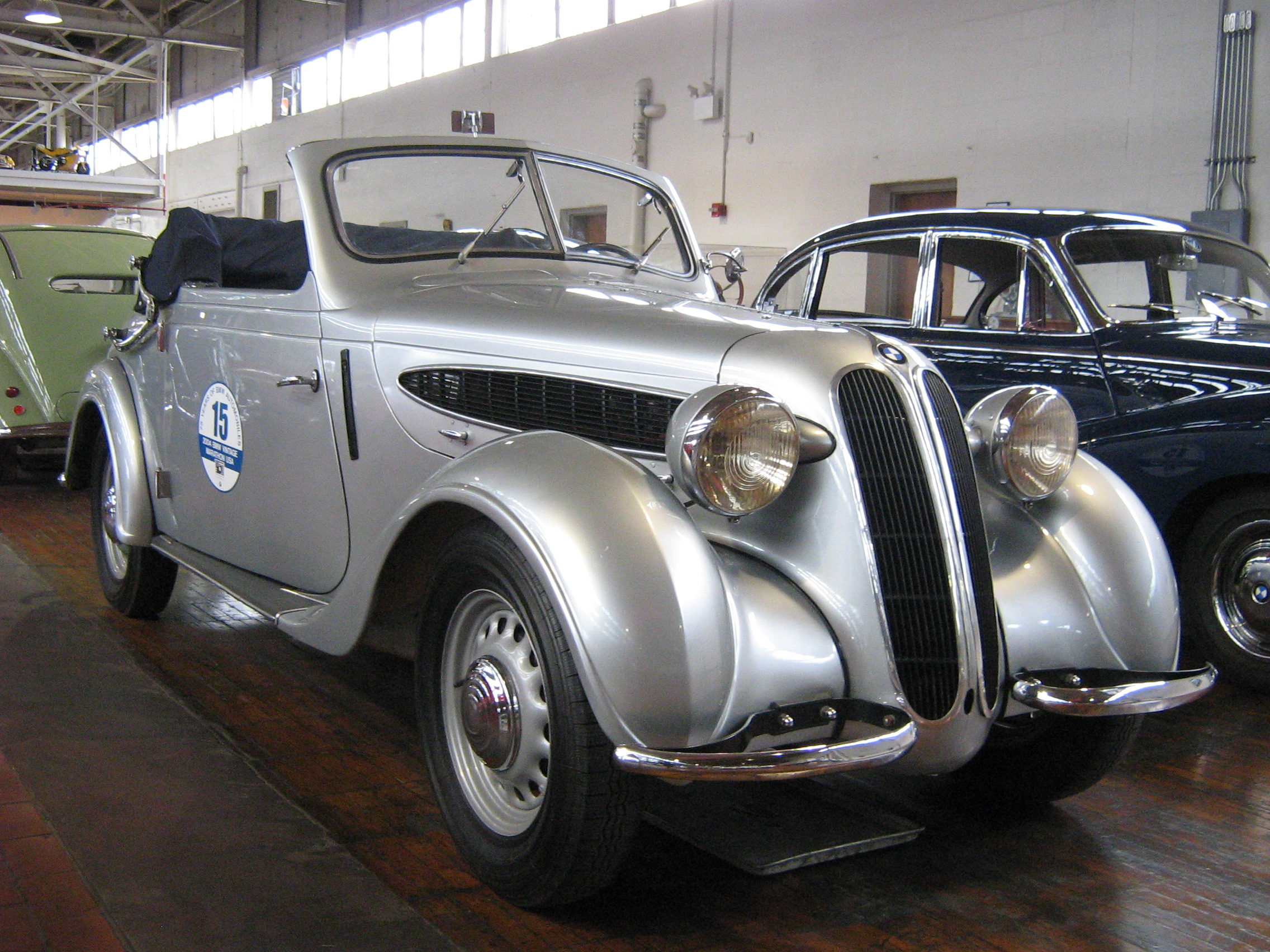
BMW 320 Cabriolet
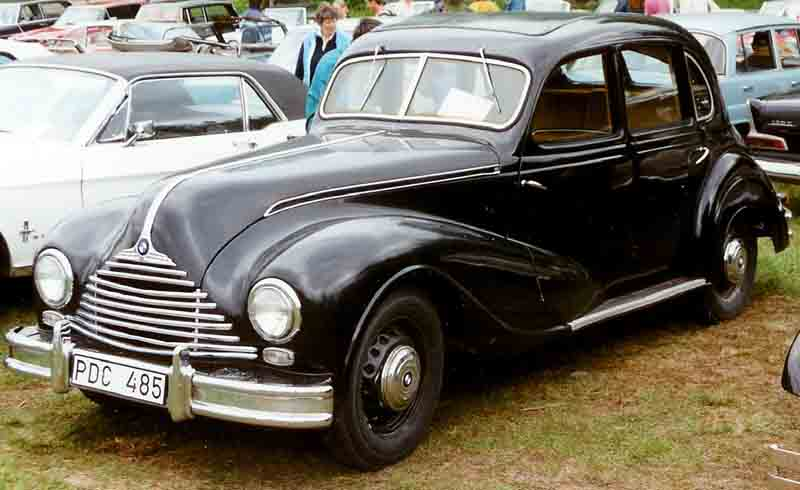
BMW 340